# Beatrix van Castilië (1242-1303)
Beatrix van Castilië (circa 1242 - 27 oktober 1303) was van 1253 tot 1279 koningin-gemalin van Castilië. Ze behoorde tot het huis Ivrea. 

## Levensloop
Beatrix was de onwettige dochter van koning Alfons X van Castilië uit diens relatie met Mayor Guillén de Guzmán. 
Als onderdeel van het akkoord tussen het koninkrijk Castilië en het koninkrijk Portugal over de soevereiniteit van de Algarve werd ze door haar vader uitgehuwelijkt aan koning Alfons III van Portugal. Het huwelijk vond plaats in 1253. Het akkoord tussen Portugal en Castilië stipuleerde dat Alfons X zijn rechten op Algarve zou afstaan als de eerstgeboren zoon van Alfons III en Beatrix zeven jaar oud werd. Als koningin-gemalin had ze een grote invloed aan het Portugese hof en steunde ze de toenadering tussen Portugal en Castilië. 
Op het moment van het huwelijk was Alfons III echter nog gehuwd met gravin Mathilde II van Boulogne, die haar echtgenoot in 1255 voor paus Alexander IV beschuldigde van bigamie. In 1258 werd Alfons III door de paus veroordeeld voor bigamie, waarbij hij Mathildes bruidsschat moest teruggeven en onder interdict geplaatst werd. Hetzelfde jaar stierf Mathilde, waardoor de veroordelingen van de paus vervielen.
Na het overlijden van haar moeder rond 1267 erfde Beatrix haar landgoederen in La Alcarria, waaronder Cifuentes, Viana de Mondejar, Palazuelos, Salmerón, Valdeolivas en Alcocer. In deze laatste stad nam Beatrix eveneens de voogdij van het plaatselijke Sint-Claraklooster op zich, dat haar moeder had opgericht.
In 1279 stierf haar echtgenoot Alfons III. Na een meningsverschil met haar zoon Dionysius trok ze zich in 1282 terug in Sevilla. Als weduwe gaf ze haar vader ook financiële en persoonlijke steun in diens strijd met haar halfbroer Sancho IV. Als dank hiervoor schonk Alfons X zijn dochter de steden Mourão, Serpa en Moura, met bijhorende kastelen. Ook kreeg ze het koninkrijk Niebla en de koninklijke tienden van de stad Badajoz toegewezen. In 1284 was ze aanwezig aan het sterfbed van haar vader.
Beatrix stierf in oktober 1303, waarna ze werd bijgezet in het klooster van Alcobaça.

## Nakomelingen
Beatrix en haar echtgenoot Alfons III kregen acht kinderen:
- Blanche (1259-1321), vrouwe van Las Huelgas
- Ferdinand (1260-1262)
- Dionysius (1261-1325), koning van Portugal
- Alfons (1263-1312), heer van Portalegre
- Sancha (1264-1302)
- Maria (1264-1304), zuster in het Santa Cruz-klooster van Coimbra
- Constance (1266-1271)
- Vincent (1268-1271)